# Les Deux Petits Indiens
Pour plus de détails, voir Fiche technique et Distribution.
Les Deux Petits Indiens (Two Little Indians) est le 78e court métrage d'animation de la série américaine Tom et Jerry réalisé par William Hanna et Joseph Barbera et sorti le 17 octobre 1953.